# Phisidia sanctaemariae
Phisidia sanctaemariae är en ringmaskart som beskrevs av Hilbig in Blake, Hilbig och Scott 2000. Phisidia sanctaemariae ingår i släktet Phisidia och familjen Terebellidae. Inga underarter finns listade i Catalogue of Life.